# Cuartel General Palacios
El Cuartel General Palacios (también conocido como Cuartel de Ingenieros, o también Cuartel de Avenidas) es un cuartel militar de Palma (Islas Baleares, España), construido entre 1937 y 1945. Es un destacado ejemplo del racionalismo arquitectónico de la ciudad por las dimensiones y la céntrica ubicación del edificio, en pleno centro de la población.
Su nombre oficial fue Comandancia de Obras de Baleares hasta que en 2020 el edificio fue rebautizado como Cuartel General Palacios, en honor del ingeniero de obras homónimo.

## Historia
En 1902 el solar fue cedido por el Ministerio de la Guerra al Ayuntamiento de Palma para poder demoler el tramo de las murallas de la ciudad que allí se ubicaban; pero durante los siguientes treinta años no se edificó nada en el solar resultante.
La génesis del edificio obedece a las directrices marcadas por el régimen franquista en sus primeros años buscando la modernización de las instalaciones militares del Estado, en unos casos anticuadas y en otros dañadas por la guerra, así como dotarlas de mayor funcionalidad. Así, el Art Déco y el racionalismo fueron utilizados con frecuencia durante los primeros años de la postguerra para edificios de carácter militar y el Cuartel de Ingenieros fue uno de los primeros ejemplos.
El edificio fue diseñado por Baltasar Montaner Fernández, militar de carrera e ingeniero de obras, que tuvo Mallorca como uno de sus destinos y allí estuvo encargado de diversas obras para el ejército español. Empezó a edificarse en 1937, en plena Guerra Civil y no se terminó hasta 1945 con el nombre oficial de Comandancia de Obras de Baleares, de ahí el nombre popular que ha mantenido hasta hoy. El edificio ha sido utilizado por diferentes unidades del cuerpo de ingenieros del ejército español desde su apertura y actualmente depende de la Comandancia General de Baleares.
En 2010 le fue retirado el escudo franquista que aún presidía el frontón principal, siendo sustituido por el escudo constitucional actual.

## Descripción
El Cuartel General Palacios ocupa la manzana compuesta por la Av. Gabriel Alomar y las calles Jaume Lluís Garau, Mateu Enric Lladó y Fra Francesc Cantarellas. El edificio principal se extiende a lo largo del lado de la Av. Gabriel Alomar, habiendo en el resto de calles edificios menores. Todos los cuerpos del cuartel se distribuyen alrededor de un patio interior.
El edificio principal de la Av. Gabriel Alomar es un claro exponente del racionalismo arquitectónico al carecer de adorno alguno y mostrar una perfecta simetría, tomando como centro el portal principal del edificio. Destaca por su horizontalidad y la alternancia de volúmenes de distintas alzadas, en contraste con una altura más bien escasa: las secciones más altas se encuentran en las esquinas y no superan los cuatro pisos de altura. La alternancia de volúmenes, bloques y alturas dan un gran dinamismo al conjunto, reforzado por la profusión de ventanales, cornisas y voladizos. Todo ello da al edificio un aire monumental a pesar de la sencillez constructiva, de acuerdo con las posibilidades estéticas del racionalismo.
Los edificios de las calles laterales (Jaume L. Garau y Fra F. Cantarellas) y trasera (Mateu E. Lladó) son de dimensiones menores y carecen de interés arquitectónico.